# Buongiorno vita
Buongiorno vita è un singolo del cantautore italiano Ultimo, pubblicato il 23 aprile 2021 come quarto estratto dal quarto album in studio Solo.

## Descrizione
Il brano è stato presentato in anteprima il 22 aprile 2021 durante Buongiorno vita - L'evento, un concerto pianoforte e voce in streaming dal Parco Archeologico del Colosseo. L'evento ha infranto il record di biglietti venduti per un concerto trasmesso online in Italia.
A proposito del brano, Ultimo ha raccontato:

## Video musicale
Il video musicale, diretto dal duo YouNuts!, duo composto da Antonio Usbergo e Niccolò Celaia, è stato pubblicato il 26 aprile 2021 attraverso il canale YouTube del cantautore e ha visto la partecipazione degli attori italiani Stefano Fresi e Camilla Filippi.

## Tracce
Testi e musiche di Niccolò Moriconi.
1. Buongiorno vita – 3:11

## Formazione
- Ultimo – voce
- Federico Nardelli – pianoforte, tastiere, produzione
- Giordano Colombo – batteria, percussioni
- Andrea Gentile – chitarre
- Daniele Moretto – tromba
- Pinaxa – missaggio

## Classifiche

### Classifiche settimanali
| Classifica (2021) | Posizione massima |
| ----------------- | ----------------- |
| Italia            | 2                 |

### Classifiche di fine anno
| Classifica (2021) | Posizione |
| ----------------- | --------- |
| Italia            | 72        |